# L'aventura de la casa deshabitada
L'aventura de la casa deshabitada (anglès: The Adventure of the Empty House), un dels 56 contes de Sherlock Holmes escrits per Sir Arthur Conan Doyle, és un dels 13 contes del cicle recollits com El retorn de Sherlock Holmes. Va ser publicat per primera vegada a Collier's als Estats Units el 26 de setembre de 1903, i a The Strand Magazine al Regne Unit l'octubre de 1903.
La pressió pública va obligar en Conan Doyle a tornar a la vida al detectiu i explicar la seva aparentment miraculosa supervivència després de la seva lluita mortal amb el Professor Moriarty a El problema final. Aquesta és la primera història de Holmes ambientada després de la seva suposada mort a les cascades de Reichenbach, tal com s'explica a El problema final. El gos dels Baskerville havia vist el retorn d'un Sherlock Holmes anterior a Reichenbach Falls, que va despertar la gana dels lectors.
Doyle va classificar "L'aventura de la casa buida" en sisè lloc a la seva llista de les seves dotze històries preferides de Holmes.

## Trama
La història té lloc l'any 1894, tres anys després de l'aparent mort de Sherlock Holmes. La nit del 30 de març té lloc a Londres un assassinat en un tancat aparentment irresoluble: l'assassinat de l'honorable Ronald Adair, fill del comte de Maynooth, un governador colonial a Austràlia. Adair estava a la seva sala d'estar, treballant amb algun tipus de comptes, tal com indicaven els papers i els diners trobats per la policia. Li agradava jugar al whist i ho feia regularment en diversos clubs, però mai per grans sumes de diners. No obstant això, resulta que va guanyar fins a 420 lliures en col·laboració amb el coronel Sebastian Moran. El motiu no sembla ser un robatori, ja que no s'ha robat res, i sembla que Adair no tenia cap enemic al món. Sembla estrany que la porta d'Adair estigués tancada des de dins. L'única altra sortida era la finestra oberta, i hi havia una caiguda de 20 peus (uns 6 m) a sota sobre un llit de flors, que no mostra cap senyal de ser molestat. Adair va ser assassinat amb una bala de revòlver de punta tova al cap. Ningú a la zona en aquell moment va sentir un tret.

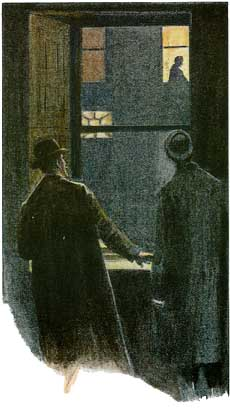
Holmes i Watson miren des de la casa deshabitada les seves habitacions a Baker Street. Il·lustració de Sidney Paget.

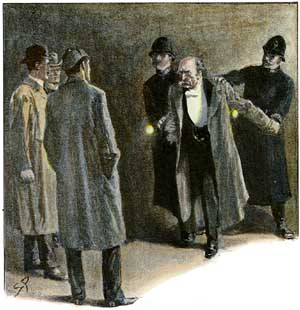
Sebastian Moran és detingut. Il·lustració de Sidney Paget.

A l'abril, el doctor Watson (ara vidu), després d'haver mantingut un interès pel crim de la seva associació anterior amb Holmes, visita l'escena de l'assassinat al 427 de Park Lane. Hi veu un detectiu de paisà amb la policia, i també es topa amb un col·leccionista de llibres d'edat avançada i deformat, tirant a terra diversos dels seus llibres. La trobada acaba amb l'home grunyint d'ira i marxant. No obstant això, no és l'últim que Watson veu d'ell, perquè poc temps després, l'home va a l'estudi de Watson a Kensington per demanar disculpes pel seu comportament anterior. Un cop aconsegueix distreure l'atenció de Watson durant uns segons, es transforma en Sherlock Holmes, sorprenent tant Watson que es desmaia a terra "per primera i última vegada a la meva vida".
Contràriament al que creia Watson, Holmes va guanyar contra el professor Moriarty a les cascades de Reichenbach, llançant-lo per la cascada amb l'ajuda del baritsu, el sistema japonès de lluita, i després pujant pel penya-segat al costat del camí per fer-lo semblar com si ell també creia., havia caigut a la seva mort. Aquest era un pla que Holmes acabava de concebre per defensar contra els col"legues de Moriarty. Tanmateix, almenys un d'ells sabia que encara era viu i va intentar matar-lo deixant caure pedres a la cornisa on s'havia refugiat. Tornant a baixar de pressa pel penya-segat —i va caure l'última distància del camí—, Holmes va córrer per salvar la seva vida i, la setmana següent, ja era a Florència. Holmes es disculpa amb Watson per l'engany necessari per burlar els seus enemics, i descriu les seves gestes de tres anys, explicant que va passar els següents anys viatjant a diverses parts del món. Primer, va anar al Tibet i va vagar durant dos anys, fins i tot aconseguint l'entrada a Lhasa i es va trobar amb el "cap lama". Després, Holmes va viatjar d'incògnit com un explorador noruec anomenat Sigerson. Després, va anar a Pèrsia, entrant a la Meca, i després a una breu escala amb el Califa a Khartum. Finalment, abans de tornar, Holmes va passar temps fent investigacions químiques sobre els derivats del quitrà d'hulla a Montpeller. Tanmateix, finalment Holmes va ser portat de tornada a Londres per la notícia de l'assassinat d'Adair. Durant tot aquest temps, les úniques persones que sabien que Holmes era viu eren els secuaços de Moriarty i el germà d'Holmes Mycroft, que li va proporcionar els diners que necessitava.

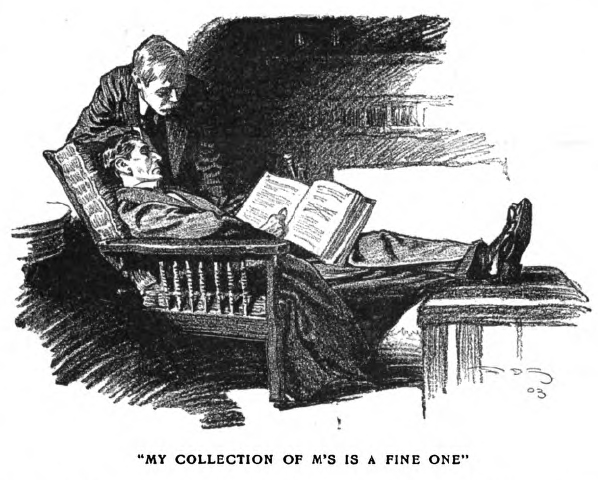
Il·lustració de 1903 de Frederic Dorr Steele a Collier's

Holmes li diu a Watson que faran un treball perillós aquella nit, i després d'un viatge de rotonda per la ciutat entren en una casa buida, un edifici abandonat conegut com Camden House, la sala davantera del qual dona, per sorpresa de Watson, a Baker Street. L'habitació d'Holmes es pot veure a l'altra banda del carrer, i encara més sorprenent, es pot veure Holmes perfilat contra la persiana: és un bust de cera realista, mogut regularment des de baix per la senyora Hudson per simular que es viu. Holmes empra el maniquí perquè va ser vist per un dels homes de Moriarty i, per tant, espera un atemptat contra la seva vida aquella mateixa nit. Holmes i Watson esperen dues hores, fins aproximadament la mitjanit, a la Camden House abandonada. Un franctirador, que s'ha empassat l'esquer, dispara una pistola d'aire especialitzada per assassinar el seu enemic. Sorprenentment, tria Camden House com a punt de mira.
Un cop que el rufià dispara amb la seva pistola d'aire comprimit, anotant un impacte directe al maniquí d'Holmes a l'altra banda del carrer, Holmes i Watson s'enfronten a ell, i aviat es desarma i es restringeix. Mentre Watson fa caure l'enemic, Holmes convoca la policia fent un xiulet. Estan dirigits per l'inspector Lestrade, que arresta el pistoler. No és altre que el coronel Moran, el company de whist d'Adair, i el mateix home que va llançar pedres a la cornisa de Holmes a les cascades de Reichenbach. Holmes no vol que la policia presenti càrrecs per l'intent d'homicidi en relació amb el que acaba de fer Moran. En canvi, li diu a Lestrade que l'acusi d'assassinat real, perquè Moran és l'home que va assassinar Adair. Resulta que la pistola d'aire comú ha estat especialment dissenyada per disparar bales de revòlver, i una ràpida comprovació forense de la que va "matar" el seu maniquí demostra, com Holmes esperava, que coincideix amb la bala utilitzada per matar Adair.
Holmes i Watson van després al seu vell apartament a Baker Street, on es guardaven les habitacions de Holmes tal com ell les havia deixat gràcies a la supervisió de Mycroft. El motiu de Moran per matar Adair és una qüestió d'especulació fins i tot per a Holmes. No obstant això, la seva teoria és que Adair havia atrapat Moran fent trampes a les cartes i va amenaçar amb exposar el seu comportament deshonrós. Per tant, Moran es va desfer de l'únic home que podia robar-li el seu mitjà de vida, perquè es guanyava la vida fent trampes jugant a cartes i no podia permetre's el luxe de ser expulsat de tots els seus clubs.

## Historial de publicacions
L'aventura de la casa deshabitada es va publicar als Estats Units a Collier's el 26 de setembre de 1903, i al Regne Unit a The Strand Magazine l'octubre de 1903. La història va ser publicada amb set il·lustracions de Frederic Dorr Steele a Collier's, i amb set il·lustracions de Sidney Paget a the Strand. Va ser inclòs a la col·lecció de contes El retorn de Sherlock Holmes, que es va publicar als Estats Units el febrer de 1905 i al Regne Unit el març de 1905.
Adaptacions [ editar ]

## Adaptacions

### Cinema i televisió
Aquesta història va ser adaptada com a curtmetratge estrenat el 1921 com a part de la sèrie de pel·lícules Stoll protagonitzada per Eille Norwood com Holmes.
La pel·lícula de 1931 The Sleeping Cardinal (també coneguda com L'hora fatal de Sherlock Holmes) està basada en "L'aventura de la casa buida" i "El problema final".
Molts elements de "L'aventura de la casa buida" es van utilitzar a la sèrie de pel·lícules de Sherlock Holmes de 1939-1946 protagonitzada per Basil Rathbone i Nigel Bruce. A Sherlock Holmes i l'arma secreta¡¡ (1943), Holmes es disfressa de llibreter alemany a Suïssa. La dona de verd (1945) utilitza l'escena en què un franctirador intenta disparar a Holmes des de l'altra banda del carrer i dispara un bust de cera, i és detingut per Holmes i Watson que estan a l'aguait. El coronel Sebastian Moran apareix com el dolent a Terror de nir (1946) com l'últim de la banda de Moriarty.
La història va ser adaptada per a un episodi de televisió de 1951 de We Present Alan Wheatley as Mr Sherlock Holmes in... protagonitzada per Alan Wheatley com Holmes, Raymond Francis com el Dr. Watson i Bill Owen com l'inspector Lestrade. Actualment l'episodi es troba perdut.
La història va ser adaptada el 1980 com a episodi de la sèrie de televisió soviètica Les aventures de Sherlock Holmes i el Dr. Watson protagonitzada per Vasily Livanov. L'episodi té algunes sortides menors: Moran intenta disparar a Holmes durant la seva baralla amb Moriarty (en realitat apareix a la història abans de Moriarty, i tant Holmes com Watson són conscients del seu motiu per matar Adair des del primer moment), amb Holmes. Fingint ser colpejat per fingir la seva mort, Adair encara és viu al començament de l'episodi, Watson intenta protegir-lo sense èxit segons les instruccions de Holmes, i Watson es converteix breument en el principal sospitós de l'assassinat d'Adair.
La història es va adaptar més tard el 1986 com a episodi de El retorn de Sherlock Holmes protagonitzat per Jeremy Brett. L'episodi és bastant fidel a la història de Doyle, excepte que Moran intenta disparar a Holmes a Suïssa en lloc de llançar-li pedres, i és Watson, no Holmes, qui dedueix la raó que Moran tenia per matar Ronald Adair. Va ser el primer episodi que presentava a Edward Hardwicke com el doctor Watson, en substitució de David Burke, que havia interpretat el paper en els episodis anteriors (Hardwicke va recrear una escena de El problema final en un flashback, consistent en Watson a la cascada cridant a Holmes i a la cascada). llegint la seva carta, que havia estat interpretada per Burke).
A "The Empty Hearse", el primer episodi de la tercera temporada de Sherlock protagonitzada per Benedict Cumberbatch que es va emetre l'1 de gener de 2014, Holmes torna a Londres dos anys (en lloc de tres) després de fingir la seva mort. Tot i que en Watson se sorprèn que Sherlock estigui viu, està furiós perquè en Sherlock no es va posar en contacte amb ell en els últims dos anys. De mala gana s'uneix amb Sherlock per investigar una xarxa terrorista clandestina.

### Ràdio
Edith Meiser va adaptar la història com a episodi de la sèrie de ràdio nord-americana series The Adventures of Sherlock Holmes. L'episodi es va emetre el 5 d'octubre de 1932, amb Richard Gordon com Sherlock Holmes i Leigh Lovell com el Dr. Watson. Un remake del guió es va emetre el 15 d'octubre de 1936 (amb Gordon com a Holmes i Harry West com a Watson).
Meiser també va adaptar la història com a episodi de la sèrie de ràdio nord-americana The New Adventures of Sherlock Holmes, amb Basil Rathbone com a Holmes i Nigel Bruce com a Watson, que es va emetre el 29 de setembre de 1940 Un altre episodi de la mateixa sèrie que també va ser adaptació de la història emesa l'11 d'abril de 1948 (amb John Stanley com a Holmes i Alfred Shirley com a Watson).
John Gielgud va interpretar Holmes amb Ralph Richardson com a Watson en una adaptació radiofònica de la història que es va emetre a la ràdio NBC el 24 d'abril de 1955.
Michael Hardwick va adaptar la història com a producció de ràdio que es va emetre al BBC Light Program el 1961, com a part de la sèrie de ràdio 1952–1969 protagonitzada per Carleton Hobbs com Holmes i Norman Shelley com Watson, amb Noel Johnson com el coronel Moran.
L'aventura de la casa deshabitada va ser dramatitzat per a la BBC Radio 4 el 1993 per Bert Coules com a part de la sèrie de ràdio 1989-1998 protagonitzada per Clive Merrison com Holmes i Michael Williams com Watson. Va comptar amb Michael Pennington com el professor Moriarty, Frederick Treves com el coronel Moran, Donald Gee com l'inspector Lestrade i Peter Penry-Jones com Sir John.
L'aventura de la casa deshabitada es va combinar amb "El problema final" per a un episodi de Les clàssiques aventures de Sherlock Holmes, una sèrie del programa de ràdio nord-americà Imagination Theatre, protagonitzada per John Patrick Lowrie com Holmes i Lawrence Albert com Watson. L'episodi, titulat "El retorn de Sherlock Holmes", es va emetre per primera vegada el 2009.

### Altres mitjans
La història, juntament amb "La desaparició de Lady Frances Carfax", "Charles Augustus Milverton" i "L'aventura de la lliga dels Pèl-rojos", van proporcionar el material original de l'obra de 1923 El retorn de Sherlock Holmes.
El 1975, DC Comics va publicar Sherlock Holmes #1, un còmic que adaptava "L'aventura de la casa buida" i "El problema final". Es pretenia que fos una sèrie en curs, però els números futurs es van cancel·lar a causa de les baixes vendes.
A l'últim conte del llibre Flashman and the Tiger (1999) de George MacDonald Fraser, l'antiheroi de Fraser, Harry Flashman, es proposa assassinar Moran, que està fent xantatge a la néta de Flashman. Segueix a Moran fins a Camden House, però en canvi els testimonis que Holmes el capturen.